# Cantoria violacea
Cantoria violacea is een slang uit de familie waterdrogadders (Homalopsidae).

## Naam en indeling
De wetenschappelijke naam van de soort werd voor het eerst voorgesteld door Charles Frédéric Girard in 1857. Het is tegenwoordig de enige soort uit het monotypische geslacht Cantoria.
De soortaanduiding violacea betekent vrij vertaald 'violet' en slaat op de paarsige metaalglans van het lichaam.

## Uiterlijke kenmerken
De slang bereikt een lichaamslengte tot 1,2 meter. Het lichaam is dun en heeft een cilindrische doorsnede, de staart is kort en heeft een afgerond uiteinde. De kop is niet duidelijk te onderscheiden van het lichaam door het ontbreken van een duidelijke insnoering. De ogen zijn relatief klein en hebben een ronde pupil. De slang heeft 19 rijen schubben in de lengte op het midden van het lichaam, zelden 21. Het aantal schubben aan de buikzijde varieert van 243 tot 291. Onder de staart zijn 52 tot 69 staartschubben aanwezig.
De lichaamskleur is donker tot zwart met dunne, gele dwarsbanden, de buikzijde is eveneens geel van kleur.

## Levenswijze
De slang is 's nachts actief en verstopt zich overdag. Het is een typische waterbewoner die langs de kust jaagt op kleine vissen en garnalen, in het bijzonder pistoolgarnalen.

## Verspreiding en habitat
De soort komt voor in delen van Azië en leeft in de landen Myanmar, Thailand, Indonesië, Oost-Timor, India, Maleisië en Singapore. De habitat bestaat uit mangroven, estuaria en ondiepe delen langs de kust met een modderige bodem.

## Beschermingsstatus
Door de internationale natuurbeschermingsorganisatie IUCN is de beschermingsstatus 'veilig' toegewezen (Least Concern of LC).